# 1891.
◄ | 18. stoljeće | 19. stoljeće | 20. stoljeće | ►
◄ | 1860-ih | 1870-ih | 1880-ih | 1890-ih | 1900-ih | 1910-ih | 1920-ih | ►
◄◄ | ◄ | 1888. | 1889. | 1890. | 1891. | 1892. | 1893. | 1894. | ► | ►►
Arhitektura • Astronomija • Biologija • Film • Fotografija • Glazba • Kazalište • Kemija • Kiparstvo • Knjige • Književnost • Kršćanstvo • Meteorologija • Medicina • Planinarstvo • Politika • Pravo • Promet • Slikarstvo • Strip • Šport • Znanost • Zrakoplovstvo • Željeznički promet

## Događaji
- 15. svibnja – Enciklika Rerum Novarum; raspravlja o pravima i dužnostima kapitalista i radnika u uvjetima nastalim industrijskom revolucijom.
- 5. rujna – Prvi tramvaj s konjskom zapregom vozi Zagrebom.
- 2. studenog – Tragična smrt 16 pralja iz mjesta Preko koje su stradale u prevrtanju broda kojim se u Zadar prevozilo čisto rublje spremno za isporuku njihovim vlasnicima.
- Rani prosinac – James Naismith izmislio Košarku
- U Zagrebu održana Gospodarsko-šumarska jubilarna izložba Hrvatsko-slavonskoga gospodarskoga družtva.

## Rođenja

### Siječanj – ožujak
- 13. siječnja – Rudolf Fizir, hrvatski zrakoplovac († 1960.)
- 9. ožujka – Milan Sunko, hrvatski likovni umjetnik (* 1860.)

### Travanj – lipanj
- 12. travnja – Marguerite Clayton, američka glumica († 1968.)
- 23. travnja – Sergej Prokofjev, ruski skladatelj (†  1953.)
- 24. travnja – Ladislav Kralj Međimurec, hrvatski slikar († 1976.)
- 9. svibnja – Vladimir Čerina, hrvatski književnik († 1932.)
- 23. svibnja – Pär Lagerkvist, švedski književnik († 1974.)
- 29. lipnja – Robert Frazer, američki glumac († 1944.)

### Srpanj – rujan
- 5. srpnja – Tin Ujević, hrvatski pjesnik († 1955.)
- 10. kolovoza – August Cilić, hrvatski glumac († 1963.)

### Listopad – prosinac
- 14. studenog – Frederick Banting, kanadski liječnik, nobelovac († 1941.)
- 15. studenog – Erwin Rommel, njemački feldmaršal († 1944.)
- 22. studenog – Florence Barker, američka filmska glumica († 1913.)
- 1. prosinca – Slavko Kolar, hrvatski književnik i filmski scenarist († 1963.)
- 9. prosinca – Maksim Bahdanovič, bjeloruski pjesnik († 1917.)
- 26. prosinca – Henry Miller, američki književnik († 1980.)

### Nepoznat datum rođenja
- David Bunetta, hrvatski arhitekt († 1964.)

## Smrti

### Siječanj – ožujak
- 13. siječnja – Antonio Bajamonti, splitski gradonačenik i liječnik (* 1822.)

### Travanj – lipanj
- 7. travnja – P. T. Barnum, američki poduzetnik (* 1810.)
- 18. svibnja – Staka Skenderova, srpska prosvjetna djelatnica (* 1831.)

### Srpanj – rujan
- 28. rujna – Herman Melville, američki književnik (* 1819.)

### Listopad – prosinac
- 11. listopada – Arthur Rimbaud, francuski pjesnik (* 1854.)
- 3. studenog – Louis Lucien Bonaparte, francuski jezikoslovac i filolog (* 1813.)
- 10. studenog – Štefan Žemlič, slovenski pisac (* 1840.)

## Vanjske poveznice
|  | Zajednički poslužitelj ima još gradiva o temi 1891. |